# Saint-Avit-Frandat
Saint-Avit-Frandat (en occitano, Sent Avit e Frandat) es una comuna francesa situada en el departamento de Gers, en la región de Occitania.

## Demografía
| 136 | 126 | 119 | 113 | 92 | 85 | 95 |
| Para los censos de 1962 a 1999 la población legal corresponde a la población sin duplicidades (Fuente: INSEE [Consultar]) |     |     |     |    |    |    |